# ویندوز تو گو

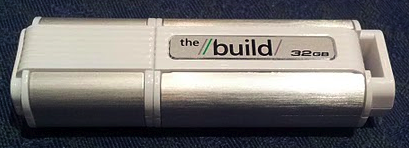
ویندوز تو گو

ویندوز تو گو (به انگلیسی: Windows To Go) یک قابلت در ویندوز ۸ اینترپرایز و ویندوز ۱۰ اینترپرایز می‌باشد که اجازه بوت شدن و اجرا کردن ویندوز ۸ انترپرایز را از طریق ذخیره‌سازهای یواس‌بی مانند فلش دیسک‌ها و هارد دیسک‌های اکسترنال را می‌دهد.
ایجاد کنندهٔ ویندوز تو گو به وسیلهٔ سایر نسخه‌های ویندوز ۸ و ویندوز ۱۰ پشتیبانی نمی‌شود.

## ویژگی‌های حفاظت و امنیت
یک اقدام حفاظتی برای جلوگیری از صدمه دیدن داده‌ها طراحی شده، که اگر درایو یواس‌بی از کامپیوتر جدا شود ویندوز تمام سیستم را «منجمد» می‌کند و اگر درایو تا ۶۰ ثانیه بعد از جدا شدن به سیستم وصل شود عملیات بلافاصله ادامه پیدا می‌کند. اگر در این مدت زمان، درایو متصل نشود، برای جلوگیری از دسترسی به اطلاعات محرمانه‌ای که ممکن است وجود داشته باشد یا اطلاعات حساسی که احتمالاً بر روی نمایشگر وجود دارد یا بر روی رم ذخیره شده‌است، کامپیوتر بعد از ۶۰ ثانیه خاموش می‌شود. همچنین قابلیت رمزنگاری کردن درایو ویندوز تو گو با استفاده از BitLocker وجود دارد.

## جزئیات فنی
ویندوز تو گو با اتصالات یواس‌بی ۲ و یواس‌بی ۳ سازگار است و از هر دو سخت‌افزار UEFI و بایوس پشتیبانی می‌کند.
هنگامی که ویندوز تو گو برای اولین بار در یک کامپیوتر بوت می‌شود، درایورهای مربوط به آن کامپیوتر نصب می‌شود و نیازی به ری‌استارت ندارد و پس از بوت شدن، مستقیماً وارد ویندوز ۸ می‌شود.